# Arzu Özyiğit
Arzu Özyiğit, coniugata Bildirir (Tarso, 16 ottobre 1972), è un'ex cestista turca.

## Carriera
Con la Turchia ha disputato i Campionati europei del 2005.